# Kanzelfels (Pirmasens)
Der Kanzelfels bzw. die Kanzel bei Pirmasens ist ein etwa 8 Meter hoher Pilzfelsen im deutschen Teil des Wasgaus, dem südlichen Pfälzerwald (Rheinland-Pfalz). Er liegt auf Pirmasenser Gemarkung unweit des Ortsteils Ruhbank. Obwohl er deutlich kleiner ist, erscheint die Statik dieses Felsens ebenso spektakulär wie die des Hinterweidenthaler Teufelstischs.

## Geographie
Die Felsformation steht auf 380 m ü. NHN, wenige hundert Meter östlich des Pirmasenser Ortsteils Ruhbank, am Ostende des Sengelsberges. Man folgt der Kanzelstraße zum Ortsrand und hält sich dann weiterhin auf dem langsam abfallenden Höhenrücken, bis die Kanzel erreicht ist. Noch weiter östlich, auf Lemberger Gemarkung, liegt das Waldhaus und Ausflugslokal Starkenbrunnen des Pfälzerwaldvereines, von wo aus die Kanzel zu Fuß ebenfalls leicht zu erreichen ist.

## Geologie
Die Kanzel ist ein sogenannter freistehender Turm. Ihren Namen verdankt sie ihrer Form, bei der ein schlanker Fuß ein ausladendes Oberteil trägt, ähnlich wie bei einer Predigt-Kanzel, die in einer Kathedrale an einer Säule vorspringt. Diese Form entstand durch Erosion, die weichere Schichten im vorliegenden Buntsandsteinfels schneller abträgt. Darüberliegende härtere Schichten bleiben bestehen. Hierdurch entstehen Überhänge. Feine senkrechte Risse im Fels werden durch Einwirkung von Vegetation und Frost geweitet, bis Überhänge herabbrechen und steile Wände entstehen. Je nach den Gegebenheiten können dabei freistehende Türme und sogar Pilzfelsen entstehen, was durchaus typisch für den nördlichen Wasgau ist. Allerdings sind nur wenige dieser Formationen derart ausgeprägt. Zumeist weichen die Felswände in erdgeschichtlichen Zeiträumen einfach zurück, indem immer neue Überhänge entstehen und wieder abbrechen. Die Spuren solcher Abbrüche sind an den umliegenden Felswänden und als metergroße Felsbrocken im Wald erkennbar.

## Tourismus
Der Prädikatswanderweg Pirmasenser Felsenwald passiert den Kanzelfels.